# Йохан IX (Салм-Кирбург-Мьорхинген)
Йохан IX фон Салм-Кирбург-Мьорхинген (на немски: Johann IX von Salm-Kyrburg-Mörchingen; * 1575; † 1623) е вилд-и Рейнграф в Залм-Кирбург-Мьорхинген.

## Произход
Той е син на Ото I фон Салм-Кирбург (1538 – 1607), вилд-рейнграф цу Кирбург-Мьорхинген, и съпругата му графиня Отилия фон Насау-Вайлбург (1546 – 1607), дъщеря на граф Филип III фон Насау-Вайлбург (1504 – 1559) и третата му съпруга Амалия фон Изенбург-Бюдинген (1522 – 1559/1579). Внук е на Йохан VIII (1522 – убит 1548), вилд-и Рейнграф на Кирбург-Мьорхинген, и съпругата му графиня Анна фон Хоенлое-Валденбург (1524 – 1594). По-малките му братя са Йохан Казимир (1577 – 1651), Ото II (1578 – 1637) и Георг Фридрих († 1602, Унгария).

## Фамилия
Йохан IX се жени на 15 октомври 1593 г. за Анна Катарина фон Крихинген († 1638), дъщеря на фрайхер Георг II фон Крихинген-Пютлинген († 1607) и Естер фон Мансфелд († сл. 1605). Те имат децата:
- Йохан Казимир († млад)
- Йохан Филип († 1638, убит в битка при Райнфелден), шведски генерал, женен 1634 г. за графиня Анна Юлиана фон Ербах-Ербах (1614 – 1637)
- Ото Лудвиг (1597 – 1634 от чума), шведски генерал, женен 1633 г. за графиня Анна Магдалена фон Ханау (1600 – 1673)
- Йохан X († ок. 1634)
- Георг († ок. 1634)
- Мария Елизабет († сл. 1626)
- Доротея Диана (1604 – 1672), близначка, омъжена I. на 1 март 1636 г. за граф Филип Лудвиг фон Раполтщайн (* 22 септември 1601; † 25 февруари 1637), II. на 18 май 1640 г. за граф Филип Волфганг фон Ханау-Лихтенберг (* 31 юли 1595; † 24 февруари 1641)
- Анна Амалия (1604 – 1676), близначка, омъжена I. ок. 1630 г. за Михаел фон Фрайберг, фрайхер фон Юстинген и Йофинген († 1641), II. ок. 1642 г. за граф Каспар Бернхард II фон Рехберг († 8 ноември 1651), III. на 24 август 1653 г. за граф Хуго фон Кьонигсег-Ротенфелс (* 26 февруари 1596; † 10 септември 1666)
- Естер